# Camille Hilaire
Camille Hilaire né à Metz le 2 août 1916 et mort le 7 juin 2004 à Fourges est un peintre, lithographe, vitrailliste, tapissier et mosaïste français.

## Biographie
Camille Hilaire naît en 1916 à Metz pendant l'annexion allemande. Issu d'un milieu modeste, il devient d'abord peintre en bâtiment, puis commence à dessiner et à peindre sur le motif. En 1934, il épouse Anne-Marie Reslinger avec qui il aura une fille, Jeannine.
À cette époque, il fréquente la bibliothèque de la ville pour y copier Holbein ou Dürer. Son travail est remarqué par Jean Giono et Nicolas Untersteller (futur directeur des Beaux-Arts de Paris) qui l'accueille dans son atelier de peinture à Metz. Hilaire y rencontre le gouverneur de la ville, le général de Sainte-Croix, qui intervient afin qu'il puisse effectuer son service militaire à Paris.
Peu après, Camille Hilaire est mobilisé et participe courageusement à la campagne de France, à l'issue de laquelle il est fait prisonnier. Il s'évade et rejoint Paris au début de 1941. En 1942, il épouse Simone Jance en secondes noces. Ne voulant pas être incorporé de force par l'armée allemande en tant qu'Alsacien-Lorrain, il choisit la clandestinité et s'inscrit sous un faux nom, Leblanc, aux Beaux-Arts de Paris durant les années de l'Occupation, élève de Nicolas Untersteller et de Maurice Brianchon tout en fréquentant l'académie d'André Lhote, avec qui il se lie d'amitié. Jeune admirateur d'Albrecht Dürer, qui influencera son trait sûr et incisif, et marqué par la luminosité des maîtres italiens, Camille Hilaire commence à exposer aux différents Salons parisiens.
En 1947, Hilaire est nommé professeur de dessin et de composition décorative à l'École nationale supérieure d'art de Nancy, poste qu'il conservera jusqu'en 1958. Il concourt au prix de Rome en 1950 et remporte le 2e second grand prix. De 1950 à 1951, il est pensionnaire de la Casa de Velázquez à Madrid. 
Poursuivant ses recherches artistiques, il s’essaie à de nouvelles techniques, l'aquarelle, le vitrail, ou encore la tapisserie. Il est nommé professeur à l'École nationale supérieure des beaux-arts de Paris en 1958. Son métier (il réalise alors des maquettes pour la Manufacture nationale de Sèvres) lui permet de voyager et d'exposer. Hilaire a nourri son talent de ces voyages, tout au long du siècle, son œuvre peint ou tissé en exprime la beauté et la diversité, de Venise à la Normandie, qu'il affectionnait particulièrement, du Havre à Thionville.
Il meurt dans sa propriété située à Fourges, dans l'Eure (Normandie) et est enterré au cimetière de l'Est (Metz) en 2004.

### Famille
De son union avec Simone Jance-Hilaire, Camille Hilaire a quatre enfants : Christiane, Pascale, Claude, peintre connu sous le nom de Hastaire, et Florence, artiste-peintre connue sous le nom de Cantié-Kramer.

## Œuvre
Alternant entre post-cubisme et figuration, ses œuvres aux couleurs éclatantes, sont lumineuses. Camille Hilaire représenta l'expression nuancée de la composition. Ainsi, partant de structures efficaces, il détint le pouvoir par la couleur et obtint une admirable et constante sensation de calme, d'ampleur, de grandeur en traduisant les motifs et les éléments, ce qui ne l'empêcha jamais d'exprimer une brûlante passion de création et de partage. Remarquables étaient ses nus aux courbes parfaites, lovés avec charme et placés en un environnement où leur plénitude sensuelle s'imposa en grâce provocante.
Quant aux paysages, Hilaire savait en dicter la structure sans contrainte apparente, leur déposant ce vert frais et piquant qui le caractérisa bien souvent. Ainsi, nature et éléments devenaient-ils un prétexte où l'artiste pousse la couleur jusqu'à obtenir l'effet ressenti. Quant aux tapisseries, tout son métier de graphiste et sa volonté de chercher se confondaient en œuvres splendides qui sollicitent constamment le regard grâce à leur réussite technique d'une pure harmonie et qui ont représenté l'artiste tout aussi bien que ses lithographies, d’un aboutissement étonnant.

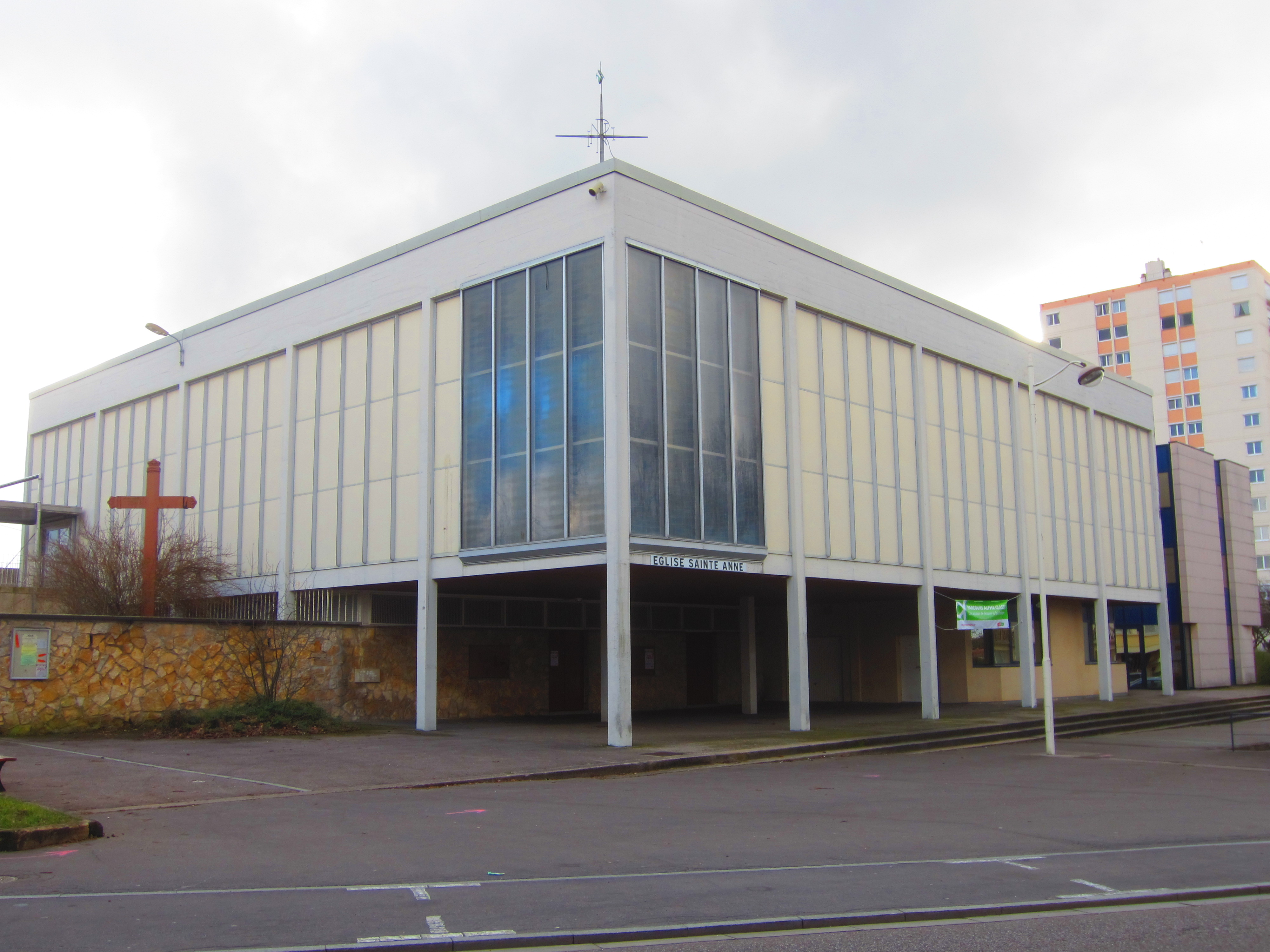
Église Sainte-Anne de Nancy.

L'un des murs intérieurs de la cantine du collège Georges de la Tour situé place du Roi-George à Metz, est orné d'une fresque bucolique, impressionnante par sa taille et sa beauté, peinte par Camille Hilaire. Elle a été sauvegardée lors de la modernisation récente du bâtiment. Il a également conçu les vitraux des églises Sainte-Anne de Nancy (posés en 1964), Saint-Pien-Saint-Ag.

### Postérité
Une dizaine de monographies lui a été consacrée, ainsi que des reportages et des films. Il laisse une œuvre de grande ampleur, marquée du sceau de la séduction, dans ce qu'elle suppose de plus exigeant. Hilaire a fortement marqué la peinture française de la moitié du XXe siècle.[réf. nécessaire]
Le comité Camille Hilaire créé par son fils Claude Hastaire est aujourd'hui composé de quatre membres fondateurs (Pascale Hilaire, Florence Hilaire, Christophe Berteaux et Alexandre Gaubert). Ce comité est à ce jour la seule autorité habilitée à expertiser et délivrer les certificats d’authenticité des œuvres de l’artiste. Il est garant de l’intégrité et de la protection des archives.

### Réception critique
« Hilaire, peintre complet et réfléchi, pénètre profondément les masses d'une rayonnante lumière, recomposant l'arc-en-ciel dans son intensité. Il poursuit ainsi l'effort cézannien, pour retrouver l'architecture de la matière qu'il nous suggère par une atmosphère chaude, rayonnante de joie. »

— Raymond Charmet

« Il exprime une certaine gaieté qui lui est naturelle par l'emploi des couleurs pures et le choix des sujets : plages, musiciens, personnages dans les coulisses, rivières, ports, femmes devant leurs miroirs. Élève d'André Lhote, il a le souci de la construction et peint toutes ses toiles selon un tracé fourni par le "nombre d'or". Il respecte l'anatomie des personnages et la structure des objets qu'il représente, mais il traduit librement les effets de lumière et de couleur. Il donne aux ombres un caractère géométrique et entoure les formes d'un halo de contour précis... Tout en montrant toujours un grand souci de remplir d'éléments géométriques toutes les parties du tableau, il jette sur la plupart un voile léger obtenu par l'adoucissement des contrastes colorés. »

— Revue Connaissance des arts

« Également à l'aise lorsqu'il peint un verger, des jardins tropicaux ou une fille aguichante, Camille Hilaire est un superbe jouisseur de la palette. Je ne saurais trouver univers pictural plus éloigné du mien que celui de cet infatigable chantre du plaisir de vivre. D'une sensualité effrénée mais saine, ses filles à voilettes, et qui seraient tout à fait nues sans les discrets ajouts suggestifs de mini-sous-vêtements dont la noirceur exalte l'éclat des chairs opulentes qu'ils retiennent, sont de belles plantes épanouies et ne demandant qu'à s'ouvrir davantage en vue d'enivrements partagés. Rien de vicieux en tout cela. Et, ce que de loin j'estime être le plus important, la qualité de la peinture est permanente. Une touche très franche, des stylisations dont la fréquente hardiesse ne nuit pas à la vie, des rapports souvent audacieux, sans jamais être vulgaires, même au comble d'une périlleuse intensité colorée. »

— Michel Ciry

« La sûreté de la distribution de la couleur dans une toile d'Hilaire donne l'impression d'être soutenue par un dessin qu'on ne voit pas mais qui n'en est pas moins très ferme et qu'il y a, sous-jacente, une sorte de volonté géométrisante ; chez cet artiste, la souplesse, la fluidité, l'élan de la couleur reposent sur un tracé linéaire dont il est certainement tout à fait conscient. Quelquefois même, cet invisible tracé s'impose impitoyablement : le tronc des arbres a la simplicité robuste et l'élan contenu des piliers de marbre d'un temple, les branches sont les rayons parallèles d'un orage de noirceur et, surtout, derrière bla suavité du corps de la femme, la cheminée de marbre sombre ou le miroir solidement encadré introduisent une géométrie qui semble un impérieux rappel à l'ordre et à l'austérité. »

— Marc Blancpain

« Cet artiste "qui attaque la réalité avec la puissance d'un bulldozer", dit Félicien Marceau, est un constructeur qui scande ses compositions avec autorité : un rythme interne et discret conduit avec souplesse les lignes de force de cette symphonie de couleurs aux contrastes énergiques, équilibrés par une fougue savamment freinée. »

— Gérald Schurr

### Récompenses
- Prix de Venise, 1949.
- Prix Antral, 1950.
- Deuxième second grand prix de Rome en peinture, 1950.
- Prix de la Casa Velasquez, 1950.
- Prix de la Société des amateurs d'art, 1958.
- Prix de la ville de Dunkerque, 1962.
- Prix de l'Académie Jacques Boitat, Barbizon, 1967.
- Prix international du Gemmail, 1969.

## Œuvres

### Livres illustrés
- Lueurs dans les ténèbres, textes d'Irma Schweitzer, illustrés par Camille Hilaire et Solange Bertrand, Éditions Paul Even, 1947.
- Metz pour nous deux, textes de Georges Coanet, illustrés par 6 aquarelle originales reproduites, Éditions Paul Even, 1954.
- Femmes, textes de Armand Lanoux, illustrés de 12 lithographies originales signées. Éditions La Diane Française, 1972.
- Poèmes libres, poèmes de Pierre Louÿs, illustrés de 12 compositions originales signées. Éditions de l'ibis, 1973.
- Le Cirque, textes de Françoise Mallet-Joris, illustrés de 15 lithographies originales signées. Éditions Robert Mouret, 1974.
- Où passent nos rivières, textes de Pierre Schmitt, illustrés de 20 lithographies originales signées. Éditions Publitotal, 1975.
- La Normandie, textes de Pierre Gascar, illustrés de 15 lithographies originales signées. Éditions Robert Mouret, 1976.
- Jardins, poèmes de Guillaume d'Aquitaine à Raymond Queneau, illustrés de 12 lithographies originales signées. Éditions Les Bibliophiles de l'Est, 1977.
- Méditerranéennes, textes de Roger Peyrefitte, illustrés de 12 lithographies originales signées. Éditions la Topaze, 1994.

### Mosaïques
- Mosaïque du lycée Jean-Auguste Margueritte (site Vauban) à Verdun.
- Mosaïques du lycée Romain-Rolland de Creutzwald, créée en 1967, restaurée et transférée depuis 2016 au lycée Félix Mayer de Creutzwald.
- Mosaïque de l'École supérieure d'art de Lorraine à Metz.
- Mosaïque de l’établissement régional d'enseignement adapté de Verny.
- Mosaïque du groupe scolaire Jean-Zay de Jarny (détruite en 2014).
- Mosaïques du France (paquebot)

.

### Vitraux
- 1954-1958 - Église Sainte-Brigide de Plappeville.
- 1958 - Église Saint-Nicolas à Basse-Yutz.
- 1960 - Église Saint-Clément à Amanvillers.
- 1960 - Église Saint-Francois-d'Assise à Audun-le-Tiche.
- 1960 - Église Sainte-Jeanne d'Arc à Montigny-lès-Metz.
- 1960-1962 - Chapelle Notre-Dame du Gros Chêne à Lorry-lès-Metz.
- 1961 - Église paroissiale de la Nativité-de-la-Vierge à Bousse (Moselle).
- 1961 - Église Saint-Joseph à Haute-Yutz.
- 1961 - Chapelle de l'ensemble scolaire La Miséricorde à Metz.
- 1962 - Église de Francaltroff.
- 1965 - Église Saint-Martin à Maizières-lès-Metz.
- 1967 - Église Saint-Julien à Saint-Julien-lès-Metz.
- 1967 - Église Notre-Dame de l'Annonciation à Trois-Épis.
- 1967 - Vitrail de la chapelle du Carmel de la Trinité à Plappeville[12].
- Église de Thionville.
- Église Saint-Luc à Rochonvillers.
- Église de Moyenvic.
- Église Saint-Martin à Langres.
- Église Saint-Anne à Nancy.
- Chapelle Saint-Jean de la paroisse du Sacré Cœur de Sarreguemines.
- Église de Vernéville.
- Cathédrale Saint-Pierre de Lisieux à Lisieux.
- Église Saint-Martin à Gasny

.

### Tapisseries
- Grand salon du paquebot France, Banque du sang à Nancy, préfecture de la Seine-Saint-Denis à Bobigny, préfecture de la Moselle à Metz, ambassade de France à Tokyo, à Helsinki, en Sarre.

### Décors et costumes de théâtre
- Molière, L'École des femmes, Centre dramatique de l'Est, 1952.

## Expositions

### Expositions personnelles
- Galerie Vallotton, Paris, 1951.
- Galerie Berri-Lardy, Paris, décembre 1957[9], 1961, 1965.
- Galerie Moderne, New-York, 1957, 1961.
- Galerie Artisana, Genève, 1958.
- Galerie 65, Cannes, 1960, 1971, 1973.
- « Camille Hilaire - Cartons de tapisseries », galerie de Paris, Paris, 1968[13].
- « Camille Hilaire - Rétrospective », palais de la Méditerranée, Nice, 1971, 1975, 1977.
- Galerie du Théâtre, Genève, 1969.
- Galerie des Chaudronniers, Genève, 1976, 1979.
- Casino Kursaal, Ostende, 1979.
- Château de Vascoeuil, 1980.
- Prieuré d'Airaines, 1982.
- Tokyo, Osaka, Kagoshima, Sapporo, Kobe, 1982.
- Galerie Alain Daune, Paris,1984
- Château de Val, 1987.
- Château des Villeneuve, Vence, 1990.
- Musées de Metz, 1991.
- Château du Croc, Orléans, 1994

.  

### Expositions collectives
- Salon d'automne, Paris, à partir de 1942.
- Salon des moins de trente ans, Galerie Royale, Paris, novembre 1944.
- Salon des indépendants, Paris, à partir de 1945.
- « Peinture française d'aujourd'hui », Lisbonne, 1948.
- Premier Salon des jeunes peintres, galerie des Beaux-Arts, Paris, janvier-février 1950[14].
- Musée de Poitiers, 1950.
- Salon de mai, Paris, 1951.
- Exposition internationale de Tokyo, 1951.
- « Tapisseries de 1949 à 1952 », musée des Arts décoratifs, Paris, 1952.
- « Regard sur la tapisserie contemporaine », musée Cantini, Marseille, 1952.
- Salon des peintres témoins de leur temps, à partir de 1955.
- « De l'Impressionnisme à nos jours », musée national d'Art moderne, Paris, 1958.
- « Le pétrole vu par 100 peintres », Palais Galliera, 1959.
- « Gouaches, aquarelles, monotypes - Roland Bierge, Camille Hilaire, Jean-Jacques Morvan, Michel Patrix, Maurice-Élie Sarthou », Galerie Anfora, Paris, octobre-novembre 1960[15].
- « Dix Peintres autour de Jacques Villon - Roland Bierge, François Bret, Jacques Despierre, Paul Charlot, Camille Hilaire, Jean Marzelle, Marcel Mouly, Maurice-Élie Sarthou, Claude Schürr », palais de la Méditerranée, Nice, 1961.
- « Art graphique contemporain en France », Berlin, 1965.
- Premier salon Biarritz - San Sebastián : École de Paris, peinture, sculpture, au casino de Biarritz et au Musée San Telmo à San Sebastián, juillet-septembre 1965.
- « Peinture française de notre temps », chambre de commerce de Grande-Bretagne, Londres, 1969.
- Première exposition internationale des arts de Téhéran, Centre des expositions internationales, Téhéran, décembre 1974 - janvier 1975[16].
- Salon Thomson-CSF, Cholet, 1977.
- Panorama de la peinture française - Paul Aïzpiri, Jean-Pierre Alaux, Paul Ambille, Yves Brayer, Bernard Buffet, Rodolphe Caillaux, Jean Carzou, Michel Ciry, Marcel Cramoysan, Jef Friboulet, Pierre Gautiez, Camille Hilaire, Franck Innocent, Monique Journod, Michel King, Roland Lefranc, Édouard Georges Mac-Avoy, Georges Mirianon, Jean Navarre, Marcel Peltier, Christian Sauvé, Robert Savary, Gaston Sébire, Arthur Van Hecke…, hôtel de ville de Sotteville-lès-Rouen, mars 1980[17].
- Printemps en Normandie - Michel Beck (sculptures) ; Jacques Bouyssou, Jean Bréant, Fernand Herbo, Camille Hilaire, Michel Pinier, Jean-Pierre Pophillat, Claude Quiesse, André Raffin, Robert Savary, Gaston Sébire, Arthur Van Hecke (peintures), Galerie Robert Tuffier, Les Andelys, avril-mai 1986.
- De Cuno Amiet à Zao Wou-Ki - Le fonds d'estampes Cailler, Musée d'art de Pully, février-avril 2013[18].

## Collections

### Collections publiques
- Metz, musée de la Cour d'Or :
  - Le Quatuor, 1954, huile sur toile, 199 × 322 cm ;
  - Chantier naval, huile sur toile, 60,5 × 75 cm ;
  - Maison italienne, huile sur toile, 61 × 46 cm ;
  - La Fille aux cheveux de lin, 1947, huile sur toile, 100 × 73 cm.
- Paris :
  - Fonds municipal d'art contemporain de la Ville de Paris :
    - L'Acier, huile sur toile, 114 × 146 cm ;
    - Femme aux verreries, 1954, huile sur toile, 81 × 116 cm ;
    - Centre de recherches de Pont-à-Mousson, huile sur toile 88 × 115 cm ;
    - Femme au jardin, lithographie, 42 × 57 cm.

  - musée d'Art moderne de Paris : Le Loing, lithographie, 50 × 65 cm.
- Nancy, musée des Beaux-Arts : La Serre, huile sur toile, 89 × 116 cm.
- Poitiers, musées de Poitiers : La Liseuse, circa 1950, huile sur toile, 73 × 92 cm.
- Cabourg, musée Michel-Piel.
- Dunkerque
- Épinal
- Orléans
- Strasbourg, musée d'Art moderne et contemporain :
  - Composition avec trois danseuses, lithographie en trois couleurs[19] ;
  - Vignes à Riquewhir, 1956, huile sur toile[19].
- Arlon, Musée Gaspar, collection de l'Institut archéologique du Luxembourg : L'Ehn en hiver, lithographie[20].

### Collections particulières référencées
- Laboratoires Roussel, tapisseries, dont Les Plantes[3].

### Filmographie
- Métamorphoses ou Hilaire et la maison des champs, Henri Raschlé, 1973.
- Les Yeux fertiles, FR3 Nancy, 1978.